# میگ-۲۷
میگ-۲۷ (به روسی: МиГ-۲۷) (نام ناتو: فلاگر دی/جی - Flogger d/j) هواپیمای حمله به زمین با قابلیت بال متحرک روسی است که توسط دفتر طراحی میگ طراحی شده و در دهه ۱۹۷۰ و ۸۰ در شوروی ساخته می‌شد. هندوستان مهم‌ترین مشتری خارجی این جتِ جنگندهٔ تک‌سرنشینه و تک‌موتوره بود و تحت لیسانس شوروی به تولید داخلی آن با نام بهادر اقدام کرد. میگ-۲۷ برای حملات ضربتیِ تاکتیکی از ارتفاع پایین ساخته شده و توانایی استفاده از بمب اتمی را هم داشت.
این هواپیما بر اساس میگ-۲۳ طراحی شده و از همان بدنهٔ پروازی استفاده می‌کند که اصلاحاتی در جهت انجام بهتر ماموریت‌های هوا به زمین در آن انجام شده است. در میگ-۲۷ رادار حذف شده تا دماغه هواپیما باریکتر شده و با شیبی که به پایین دارد، دید بهتری به خلبان بدهد. به همین جهت خلبان‌های روسی این هواپیما را بالکن لقب داده بودند. تقویت زرهی کابین خلبان، تجهیز به مسافت‌یاب لیزری و ابزارهای لازم برای استفاده از بمب‌های هدایت لیزری همراه با یک سامانه کاملاً جدید ناوبری/تهاجمی از اصلاحات این هواپیما نسبت به میگ-۲۳ هستند. همچنین چرخ‌های فرود بزرگ‌تر و قوی‌تر شدند تا هواپیما پرواز بهتری از فرودگاه‌های نامرغوب‌تر داشته باشد.
میگ ۲۷ بر خلاف میگ ۲۳ در خارج از شوروی چندان با استقبال مواجه نشد و بیشتر مشتریان شوروی میگ-۲۳بی‌ان و سوخو-۲۵ را به جای آن انتخاب کردند. در حال حاضر تنها ارتش‌های قزاقستان و سری لانکا از این هواپیما برای حملات هوا به زمین بهره می‌برند. تمام مدل‌های میگ ۲۷ در نیروی هوایی روسیه و اوکراین بازنشسته شده‌اند.

## حادثه‌ها
تا به حال ۴ میگ-۲۷ متعلق به نیروی هوایی هند دچار سانحه هوایی شده‌اند. در آخرین مورد در ۱۶ فوریه ۲۰۱۰ (میلادی) یک هواپیما بر روی خانه‌ای مسکونی افتاد که در آن ۱ نفر کشته و ۱۰ نفر زخمی شدند.
یک فروند میگ ۲۷ در اگوست ۲۰۱۹-۰۸-۰۲ هنگام اوج گرفتن در موتور مشکل پیش آمده و آتش گرفته بعد از طی چند صد متر سقوط کرد که خلبان موفق به ایجکت نشد. خلبان این جنگنده درگذشت. فیلمی از این حادثه نیز موجود است.

## کشورهای دارنده

### کاربران کنونی
- سری‌لانکا ۷ فروند در نیروی هوایی سری لانکا.
- قزاقستان تقریباً ۴۰ فروند میگ ۲۷ در قزاقستان مشغول خدمت است.

### کاربران پیشین
- عراق تعداد کمی میگ ۲۷ در جریان جنگ با ایران خریداری کرده و از آن‌ها در این جنگ استفاده کرد. سرنگونی سه فروند میگ-۲۷ در مارس ۱۹۸۵ با موشک‌های فینیکس اف-۱۴های ایرانی گزارش شده است.[۴]
- کوبا نیروی هوایی کوبا ۱۵ فروند میگ ۲۷ دریافت کرده است.
- روسیه نیروی هوایی روسیه تمام جنگنده‌های میگ ۲۷ را از خدمت خارج کرده و به عنوان ذخیره و احتیاط نگه داشته است.
- اوکراین اوکراین تمامی میگ ۲۷های خود را بازنشسته کرده است.
- اتحاد جماهیر شوروی شوروی تمام میگ ۲۷های خود را به کشورهای جایگزین انتقال داد.